# 푸리오 메니코니

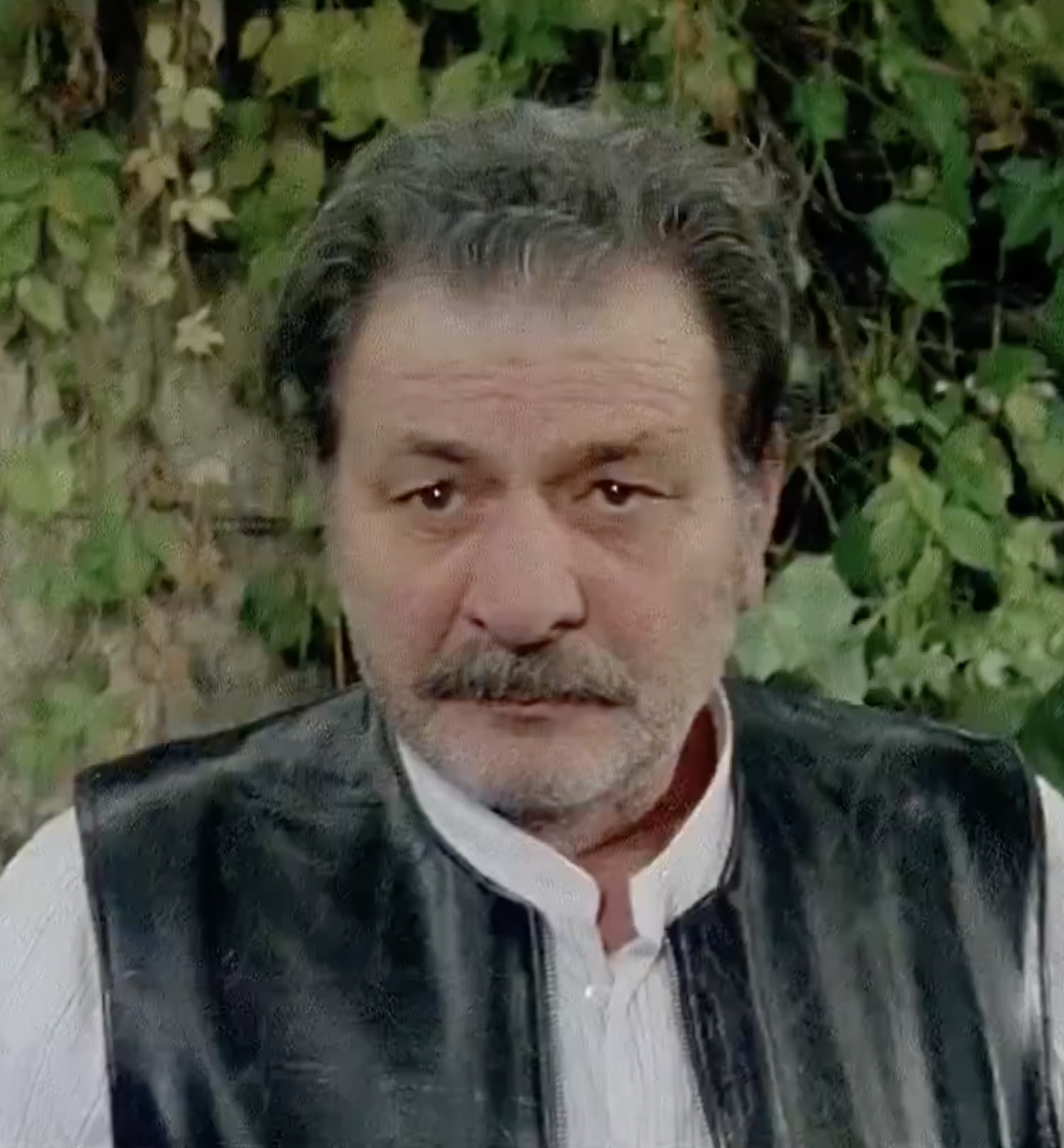

푸리오 메니코니(Furio Meniconi, 1924년 2월 22일 ~ 1981년 12월 12일)는 이탈리아의 배우, 영화배우, 텔레비전 배우이다.
로마에서 태어났으며 로마에서 사망하였다.

## 영화
- 써스페리아 2 (1975년)
- 위대한 결투 (1972년)
- 누가 톰을 서부로 보냈나 (1972년)
- 석양의 갱들 (1971년)
- 7인의 특명대 (1968년)
- 아거니 앤 엑스터시 (1965년)
- 다윗과 골리앗 (1960년)